# Лагань (посёлок)
Лагань (калм. Лагань) — посёлок в Черноземельском районе Калмыкии, в составе Комсомольского сельского муниципального образования. Посёлок расположен примерно в 32 км к северу от посёлка Комсомольский.

## Название
Название посёлка производно от калм. Лаhан, которое можно перевести как что-то, имеющее отношение к илу, глинистому болоту (калм. Ла — 1) ил; глинистое болото 2) уст. свеча; hан — возвратная частица)

## История
Впервые обозначен на топографической карте 1984 года. Предположительно основан во второй половине XX века. На карте Генштаба 1989 года обозначен, как имеющий население около 260 жителей.

## Население
| 1990 | 2000 | 2002 | 2005 | 2010 | 2011 |
| ---- | ---- | ---- | ---- | ---- | ---- |
| 20   | ↗135 | ↗139 | ↘71  | ↗132 | ↘24  |

Национальный состав
Согласно результатам переписи 2002 года большинство населения посёлка составляли чеченцы (37 %) и даргинцы (46 %)